# Joan II de Castella-Aumale
Joan II de Castella-Aumale (1293-16 de gener de 1340) fou comte d'Aumale, senyor de Montgommery i Épernon, fill de Joan I de Castella-Aumale i d'Ida de Meulan, i besnet de Ferran III de Castella. Es va casar abans del 1320 amb Caterina d'Artois (filla de Felip d'Artois, senyora de Lusignan, d'Épernon i de Remalart. Van tenir dos fills: 
- Blanca d'Aumale o Castella-Aumale, dita també Blanca de Ponthieu, hereva del comtat d'Aumale, casada amb Joan V d'Harcourt i III d'Aumale (1355), origen de la nissaga d'Harcourt a Aumale.
- Joana de Castella-Aumale (dota també Joana de Ponthieu), hereva de la senyoria d'Épernon, comtessa consort de Vendôme i de Castres) casada amb Joan VI de Vendome i Castres (+1365), foren els pares de Burcard VII de Vendôme i Castres i de Caterina (mort cap al 1411/1412). Burcard VII es va casar amb Isabel de Borbó-La Marca, i foren pares de Joana de Vendome i Castres; Burcard i Isabel van morir amb pocs mesos de diferència el 1371 però Joana només va viure fins al 1372, i llavors la va heretar la seva tia Caterina (la filla de Joana de Castella-Aumale) que fou comtessa de Vendome i Castres la qual estava casada amb el comte Joan I de Borbó-La Marca (germà d'Isabel de Borbó-La Marca, el qual havia heretat el comtat de la Marca) i fou comte consort de Vendome i Castres.